# Negro Hill
Der Negro Hill (im Vereinigten Königreich Black Hill, in Chile Cerro Negro) ist ein etwa 100 m hoher Hügel auf der Livingston-Insel im Archipel der Südlichen Shetlandinseln. Er ragt nahe dem östlichen Ende der South Beaches auf der Byers-Halbinsel auf.
Teilnehmer einer argentinischen Antarktisexpedition benannten ihn um 1958 deskriptiv als Morro Negro (englisch für Schwarzer Hügel). Das UK Antarctic Place-Names Committee übertrug diese Benennung 1978 ins Englische.